# José Luis Pérez Soto
Pour les articles homonymes, voir José Luis Pérez et Pérez.
José Luis Pérez Soto, né le 18 juin 1943 à Tonaya, est un cavalier mexicain de concours complet.

## Carrière
José Luis Pérez Soto est médaillé de bronze aux Jeux olympiques de Moscou en 1980 en concours complet par équipe avec David Bárcena, Manuel Mendívil et Fabián Vázquez.